# Arnold Spuler
Arnold Spuler (Durmersheim, 1º giugno 1869 – Aidenried, 15 marzo 1937) è stato un medico, entomologo e politico tedesco.

## Biografia
Dopo aver frequentato il ginnasio a Karlsruhe, Spuler fu arruolato nel XXX reggimento di artiglieria campale del Baden dal 1887 al 1888.
Studiò poi Scienze Naturali e Medicina a Friburgo in Brisgovia e a Berlino. Nel 1891 si laureò e nel 1893 ebbe l'abilitazione all'esercizio della professione medica.
Nell'autunno del medesimo anno divenne assistente dell'Istituto di Anatomia presso l'Università di Erlangen. Nel 1896 conseguì la Libera docenza. Nel 1903 divenne professore straordinario.
Dal 1914 al 1918 prese parte alla prima guerra mondiale come ufficiale medico. Dopo la guerra s'iscrisse al Partito Popolare Nazionale Tedesco (DNVP). Nel 1920 divenne professore ordinario di Istologia e Ontogenesi presso l'Università di Erlangen. Dal 1920 al 1924 fu deputato del proprio partito nel Parlamento bavarese e dal dicembre 1924 al maggio 1928 nel Parlamento nazionale della Repubblica di Weimar, ove rappresentava la 24ª Circoscrizione (Alta Baviera e Svevia). Dal 1920 al 1924 Spuler fu membro della Commissione Eisner.

## Attività scientifica
Spuler scrisse trattati di anatomia, ontogenesi, biologia e zoologia e libri sui lepidotteri. L'opera in più volumi Die Schmetterlinge Europas (I lepidotteri dell'Europa) del 1908 fu per decenni uno standard in materia di studio dei lepidotteri.

## Opere
(in lingua tedesca)
- Zur Phylogenie und Ontogenie des Flügelgeäders der Schmetterlinge. 1892.
- Beiträge zur Histologie und Histiogenese der Binde- und Stützsubstanz. Wiesbaden 1896.
- Beiträge zur Histogenese des Mesenchyms. 1897.
- Übersicht der lepidopteren-Fauna des Grossherzogtums Baden. 1898.
- Über die Teilungserscheinungen der Eizelle in degenerierenden Follikeln des Säugerovariums. Wiesbaden 1901.
- Die Raupen der Schmetterlinge Europas. 1904.
- Die Schmetterlinge Europas. 1908. (mit Ernst Hofmann)
- Die sogenannten Kleinschmetterlinge Europas einschließlich der primitiven Familien der sogenannten Grossschmetterlinge, sowie der Nolidae, Syntomidae, Nycteolidae und Arctiidae. Stuttgart 1913. (Dissertation)

| Spuler è l'abbreviazione standard utilizzata per le specie animali descritte da Arnold Spuler. Categoria:Taxa classificati da Arnold Spuler |